# Státní znak Kataru
Státní znak Kataru, platný od roku 2022, je emblém, tvořený Jalbootem (plavidlem používaným pro lov perel), dvěma datlovými palmami, mořskými vlnami a dvěma zkříženými meči (scimitary). Vše v barvě tyrského purpuru. Barva odpovídá odstínu barviva plže barvířky ostnité.

## Historie
Od 3. listopadu 1916 byl Katar britským protektorátem. Na rozdíl od vlajky byl první katarský státní znak zaveden až v roce 1966. Tvořily jej dva stříbrné zakřivené meče se zlatými jílci, částečně přikryté stříbrnou mušlí v horní části a černým názvem země v arabštině uprostřed. Vše rámovaly dvě hnědé (dle jiných zdrojů zelené) palmové větévky. Barvy neodpovídají obrázku. Mušle symbolizovala lov perel, na kterém byla založena obživa obyvatel až do 30. let 20. století, meče připomínaly obranu země v minulosti a větévky vyjadřovaly přání zúrodnit poušť. Po roce 1968 (kdy Spojené království oznámilo zánik protektorátu do tří let) se předpokládalo, že Katar přistoupí k Federaci arabských emirátů. 3. září 1971 byl však (z důvodu regionálních sporů) vyhlášen nezávislý Stát Katar. Státním znakem se stal znak z roku 1966.
Na konci roku 1975 zavedl Katar nový státní znak kruhového tvaru, v jehož stříbrném poli byla plachetnice a dvě palmy (v přirozených barvách) vyrůstající z pevniny. V dolní části bylo modro-stříbrné, zvlněné pole (symbolizující moře) a dva stříbrné, zkřížené meče. Znak byl zobrazován i v jiných barevných variantách (hnědo-fialové, nebo světle modré pole a zlaté figury).

Katarský znak (1966–1975)
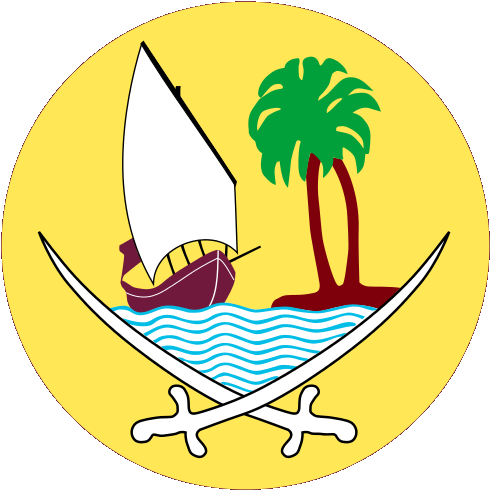
Katarský znak (1975–1977), varianta se zlatým polem

Další varianta znaku se v roce 1977 objevila na některých úředních dokumentech. Základ znaku (plachetnice,  palmy a moře) byl zachován (byť v jiné grafické podobě, zaplňující celé pole), meče byly vypuštěny. Kruhové pole bylo dle některých zdrojů zlaté, zvlněné pole modro-stříbrné a plachetnice s palmami v přirozených barvách. (není obrázek)
Přibližně od roku 1978 se začal užívat znak, kde byla ve zlatém kruhovém poli opět plachetnice a palma. Motiv byl umístěn nad modro-stříbrné, vlnité pole ohraničené dvěma kaštanově hnědými, zkříženými, zahnutými meči. Ve stříbrné horní části mezikruží, které je od kaštanově hnědé dolní části pilovitě oddělená po vzoru katarské vlajky, byl kaštanově hnědý opis názvu státu v arabštině. V polovině 80. let byla v některých publikacích zobrazena varianta předchozího znaku se světle modrým kruhovým polem a se zlatou plachetnicí a se zlatými meči. (nejsou obrázky)
Po převratu v roce 1995 (novým katarským emírem se stal 27. června Hamad bin Chalífa Ál Thání) byl do dolní, kaštanově hnědé, části mezikruží vložen stříbrný název státu v angličtině (STATE OF QATAR).
Později (zřejmě v roce 2013) byl znak (užívaný do roku 2022) upraven. Zlaté pole s plachetnicí, palmou a meči bylo upraveno do podoby z roku 1975 a písmo anglického názvu státu se změnilo na gotické a neverzální. Emblém byl tedy tvořen zlatým kruhovým polem, ve kterém byla plachetnice a palma v přirozených barvách. Motiv byl umístěn nad modro-stříbrným vlnitým polem, ohraničeným dvěma stříbrnými, zkříženými meči. V horní, stříbrné části mezikruží byl černý, arabský název státu – Stát Katar (دولة قطر), v dolní, kaštanově hnědé byl stříbrný název státu (State of Qatar) v angličtině (gotickým písmem). Obě části mezikruží byly od sebe pilovitě odděleny (podle vzoru z katarské vlajky).

Katarský znak (2013–2022)

15. září 2022 představil katarský premiér šajch Khalid bin Khalifa bin Abdulaziz Al Thani v Katarském národním muzeu nový státní emblém. 22. září ho Ministerstvo obchodu a průmyslu zakázalo užívat ke komerčnímu použití.